# My Convictions
My convictions er Jacob Bellens andet soloalbum, der udkom i 2014. Det blev udgivet af A:larm Music på både vinyl, lp og CD.
Albummet modtog gode anmeldelser og fik fire ud af seks stjerne af adskillige musikmagasiner.

## Spor
1. "Fireworks"
2. "Like I Was A Walrus"
3. "Another Lung"
4. "Northern Lights"
5. "Missing You"
6. "My Convictions"
7. "Black Of The Night"
8. "On The Boardwalk"
9. "Change Of Heart"
10. "Someone You Love"